# Leonhard von und zu Egloffstein (General, 1842)
Leonhard Berthold Wilhelm Julius Freiherr von und zu Egloffstein (* 18. August 1842 in Oldenburg; † 31. Juli 1904) war ein preußischer Generalmajor und Rechtsritter des Johanniterordens.

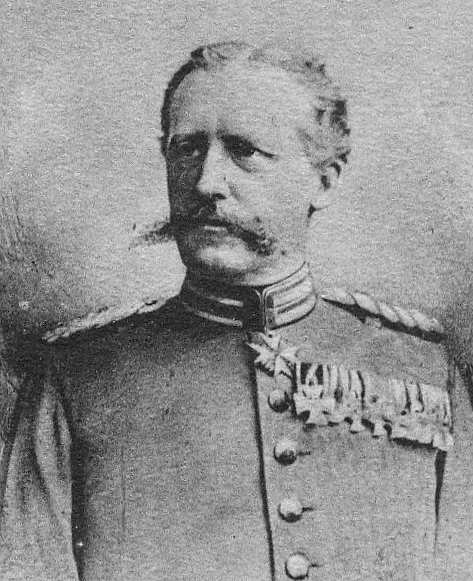
Leonhard von und zu Egloffstein

## Leben

### Herkunft
Leonhard entstammte dem Hauptmännischen Ast der II. Fränkischen Linie des Adelsgeschlechts von Egloffstein. Er war ein Sohn des oldenburgischen Generalleutnants Julius von und zu Egloffstein (1803–1861) und dessen Ehefrau Sophie, geborene Freiin von Pretlack (1814–1847).

### Militärkarriere
Egloffstein trat am 3. April 1859 in das Großherzoglich Oldenburgische Reiter-Regiment ein und avancierte Neujahr 1862 zum Leutnant. Als solcher nahm er 1866 während des Deutschen Krieges am Mainfeldzug teil. Nach dem Friedensschluss wurde er Regimentsadjutant und in dieser Stellung Mitte November 1869 Premierleutnant. Im Krieg gegen Frankreich wurde er in der Schlacht bei Mars-la-Tour durch einen Lanzenstich in die Nieren und die rechte Schulter verwundet. Außerdem erlitt er eine Kontusion des Kopfes durch einen Säbelhieb.
Ausgezeichnet mit dem Eisernen Kreuz II. Klasse und dem Ritterkreuz II. Klasse des Haus- und Verdienstordens des Herzogs Peter Friedrich Ludwig mit Schwertern wurde Egloffstein Mitte November 1872 mit der Beförderung zum Rittmeister zum Eskadronchef ernannt. Mitte März 1880 folgte seine Ernennung zum Adjutanten der 10. Division in Posen und am 15. April 1884 erhielt Egloffstein den Charakter als Major. Daran schloss sich ab dem 12. Juli 1884 eine Verwendung als Eskadronchef im Schlesischen Ulanen-Regiment Nr. 2 an. Mitte Dezember 1886 rückte er als etatsmäßiger Stabsoffizier in den Regimentstab auf und avancierte Ende März 1890 zum Oberstleutnant. Zwei Monate später wurde Egloffstein zum Kommandeur des Rheinischen Ulanen-Regiments Nr. 7 ernannt. Bereits am 12. August wurde er mit der Versetzung zu den Offizieren von der Armee von diesem Kommando entbunden und am 18. November 1890 zum Kommandeur des Oldenburgischen Dragoner-Regiment Nr. 19 ernannt, in dem er 1859 seine Militärkarriere begonnen hatte. Für sein Wirken in der Truppenführung zeichnete ihn Großherzog Peter II. mit dem Komturkreuz seines Haus- und Verdienstordens aus. Egloffstein wurde dann am 9. April 1891 dem Regiment aggregiert, am 27. Januar 1892 zum Kommandeur des 1. Großherzoglich Mecklenburgischen Dragoner-Regiments Nr. 17 ernannt sowie Ende März 1893 zum Oberst befördert. Unter Stellung à la suite seines Regiments erhielt Egloffstein am 13. Mai 1895 das Kommando über die 33. Kavallerie-Brigade in Metz und avancierte in dieser Stellung am 18. Oktober 1896 zum Generalmajor. Ein Jahr später stellte man ihn mit der gesetzlichen Pension zur Disposition.

### Familie
Egloffstein verheiratete sich am 30. August 1867 in Oldenburg mit Luise von Grün (* 1847). Aus der Ehe gingen drei Töchter und ein Sohn hervor:
- Luise (* 1869) ⚭ Hans von Erffa, preußischer Hauptmann
- Julius (* 1872), preußischer Offizier
- Anna (* 1873)
- Else (* 1883)